# رود شبیلی
رود شبیلی رودی است در کشورهای اتیوپی و سومالی که به رود جوبا می‌ریزد.
شبیلی از ارتفاعات اتیوپی سرچشمه می‌گیرد و سپس در جهت جنوب شرقی جریان یافته، وارد سومالی شده، و به سمت موگادیشو می‌رود. این رود در نزدیکی موگادیشو، در چرخشی تند به سمت جنوب غربی رفته و در امتداد ساحل اقیانوس هند ادامه می‌یابد.
در پایین‌دست موگادیشو این رود تبدیل به یک رود فصلی می‌شود. در بیشتر از سال‌ها، رود شبیلی در نزدیکی دهانه رود جوبا خشک می‌شود. در دوره‌های که باران سنگین می‌بارد رود شبیلی به جوبا می‌رسد، یعنی عملاً به اقیانوس هند نیز می‌رسد.
نام رود شبیلی از زبان سومالیایی گرفته شده و به معنی «رودخانه ببر» است. دو شهرستان سومالی نیز نام خود را از این رود گرفتند.